# Ulrich von Güttingen
Ulrich von Güttingen (* vor 1272; † 14. Februar 1277 vermutlich in St. Gallen) war zwischen 1272 und 1277 Abt der Fürstabtei St. Gallen.

## Leben
Ulrich von Güttingen entstammte genau wie Rudolf von Güttingen dem thurgauischen Freiherrengeschlecht derer von Güttingen. 1272 wurde er von den Ministerialen, vorwiegend den Bürgern der Stadt St. Gallen, zum Abt gewählt, da sie mit der Wahl Heinrichs von Wartenberg nicht einverstanden waren. Ulrich vertrieb seinen Konkurrenten aus der Stadt, worauf zwischen den zweien und ihren Anhängern eine kriegerische Fehde ausbrach. Ulrich veräusserte den gesamten Klosterschatz und mehrere Ländereien, um den Krieg finanzieren zu können. Zunächst vertrauten die Bürger der Stadt, die Gotteshausleute genannt wurden, auf den neugewählten König Rudolf von Habsburg. Dieser betrachtete das Gebiet des Klosters als Reichsvogtei und setzte mit Ulrich von Ramschwag einen ungeliebten Mann ein, den das Kloster belehnen musste. Als während des Krieges Heinrich von Wartenberg unerwartet starb, wählten dessen Anhänger Rumo von Ramstein zum neuen Abt. In der Fürstabtei regierten erneut zwei Äbte. Die Fehde um die Rechtmässigkeit des Abtstuhls ging weiter, wenn auch mit verminderter Härte. 
Am 14. Februar 1277 starb Ulrich, ein direkter Nachfolger wurde nicht gewählt, denn Rumo wurde jetzt von beiden Parteien als legitimer Abt akzeptiert.